# Канчевский, Арсений Владимирович
Арсе́ний Влади́мирович Канче́вский (бел. Арсе́н Уладзі́міравіч Канчэ́ўскі; парт. псевд.: бел. В. Камі́нскі, таварыш Ула́дэк; 23 августа [5 сентября] 1901 года, Вильно — 31 августа 1931 года, СССР)  — деятель революционного и национально-освободительного движения в Западной Беларуси.

## Биография
Родился в Вильно в семье секретаря окружного военного суда, отец под старость лет принял сан православного священника.
Младший брат известного белорусского философа, поэта и публициста, участника белорусского культурно-просветительского движения И. В. Канчевского.

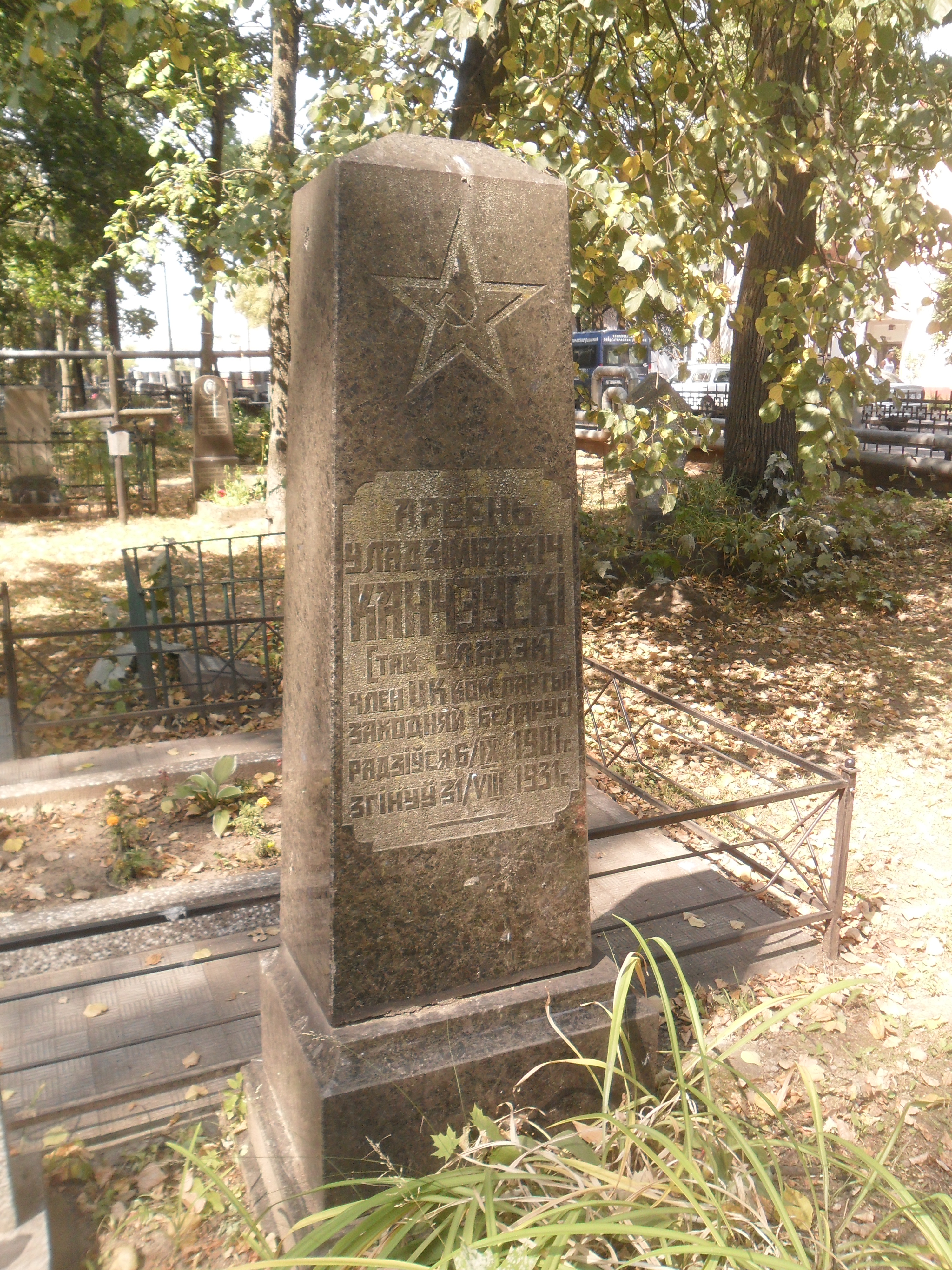
Могила А. В. Канчевского на Военном кладбище в Минске.

В 1919 году служил в Наркомате просвещения Литовско-Белорусской ССР, Виленском губернском продовольственном комитете (губпродкоме).
Принимал участие в создании и являлся одним из руководителей Белорусской революционной организации (БРА) — нелегальной национально-освободительной организации, действовавшей на территории Западной Беларуси в 1922—1923 годах.
В 1923 году вошёл с состав Центрального комитета Коммунистической партии Западной Беларуси (КПЗБ).
В 1924 году был арестован польскими властями и приговорен к четырём годам тюрьмы.
В 1928 году на I съезде КПЗБ был заочно избран кандидатом в члены ЦК КПЗБ и после освобождения из тюрьмы в ноябре 1928 года — кооптирован в члены ЦК КПЗБ, с октября 1929 года являлся членом Бюро ЦК КПЗБ.
Координировал деятельность созданной КПЗБ и представленной в польском Сейме организации «Змаганьне», Главной управы Общества белорусской школы и их легальных печатных изданий.
Трагически погиб 31 августа 1931 года, утонув в Чёрном море. Похоронен на Военном кладбище в Минске.